# Митькина (река)
Митькина — река в России, протекает по Парабельскому району Томской области. Длина реки составляет 40 км.
Начинается вблизи правого берега Кети под названием Протока Маль, течёт, меандрируя, в северном направлении мимо озёр Калач, Подсосное, Кривое, Трехплесное 1-е и 2-е по заболоченной кетской пойме, местами — через берёзово-осиновый лес, у пристани Кандин Бор поворачивает на запад. Устье реки находится в 33 км по правому берегу реки Кеть на высоте 49,7 метра над уровнем моря. Ширина реки в низовьях — 89 метров, глубина — 1,8 метра. Скорость течения воды 0,5 м/с.
Основной приток — река Куржина, впадает справа на 18 километре от устья. Кроме того, есть приток Нарза (пр).

## Данные водного реестра
По данным государственного водного реестра России относится к Верхнеобскому бассейновому округу, водохозяйственный участок реки — Кеть, речной подбассейн реки — бассейн притоков (Верхней) Оби от Чулыма до Кети. Речной бассейн реки — (Верхняя) Обь до впадения Иртыша.
Код объекта в государственном водном реестре — 13010600112115200027887.